# 對德宣戰案
對德宣戰案是1917年4月至5月期間中华民国第一届国会激烈討論是否參與第一次世界大戰並對德國宣戰的議案。2月至3月時國會已通過中德斷交。主戰派以中華民國國務總理段祺瑞為首，但5月被報章揭露他向日本秘密借款「西原借款」，議案暫緩。7月張勳復辟失敗後，中華民國大總統黎元洪引咎辭職，反對參戰的勢力大挫。國務院第二次段祺瑞内阁在1917年8月14日宣布对德意志帝國、奥匈帝國宣战，废除中德、中奥条约，收回天津，汉口德奥租界，並援助協約國。對德宣戰案的鬥爭在宏觀上屬於府院之爭的一部份。

## 時間線

### 中德斷交（2-3月）
- 2月3日——美国对德斷交。
- 2月8日——美国驻华公使芮恩施复中華民國外交部，如中国對德断交，美国在财政上支持中国。
- 2月9日——中華民國外交部向德国驻华公使辛慈抗议德国潜艇政策[2]。2月24日，运送中國勞工旅（英國在中國招聘的一戰華工）的法国亞多士號（Athos）邮轮在地中海被德国潜艇击沉，543名华工丧生。
- 2月22日——日本首相寺内正毅的私人幕僚西原龟三以日本勸業銀行、朝鲜银行、台湾银行「三銀行代表」名義游说段祺瑞，如中国对德斷交，三家銀行願意借款中國交通銀行，是為西原借款。5月18日英文《京报》（Peking Gazette）揭露段祺瑞向日本借款一万万元，两千万请日人整理兵工厂，八千万请日本军官练兵。次日该报主编陈友仁被逮捕，四个月后释放。
- 2月28日——马君武、张我华等300多位国会议员通电反对与德断交[3]。
- 3月初——孙中山通电英国首相大衛·勞合·喬治，請英国不要劝诱中国对德宣战[4]。
- 3月10日——中华民国第一届众议院通过对德绝交案[5]。
- 3月10日——上海总商会电北京政府呼吁保守中立。
- 3月11日——中华民国第一届参议院通过对德绝交案[6]。
- 3月14日——中華民國外交部照会德国驻华公使辛慈，中华民国与德国断绝外交[7]。同日，总统黎元洪向全國公告与德绝交[8]。
- 3月25日——德国驻华公使辛慈离开北京，经停徐州与支持德國的张勋会谈，然后经上海乘船回德国。

### 國會鬥爭（4-5月）
- 4月6日——美國向德国宣战 (1917年)（英语：United States declaration of war on Germany (1917)）。
- 4月——德国驻上海领事馆翻译官汉斯·舍默尔（Hans Schirmer）与孙中山秘密会谈。
- 4月25日——中華民國國務總理段祺瑞召集军事会议（督军团会议），次日一致通过对德宣战。[9]中华民国第一届众议院议员黄攻素质问段祺瑞內閣为什么在军事会议上解决外交问题。

- 5月8日——梁启超发表长文《外交方针质言》[10]，主张对德宣战。
- 5月8日——中华民国第一届众议院秘密会议商对德宣战案，分歧很大。
- 5月10日——众议院召开全院委员会商议对德宣战案，公民请愿团包围议院，殴打议员[11]。
- 5月11日——外交总长伍廷芳、司法总长张耀曾、农商总长谷钟秀、海军总长程壁光辞职，国务会议例会无法召开。
- 5月19日——众议院以内阁不够法定人数，認為議案以「國務院」之名有名無實，議決暫缓宣战案，要求先改组内阁。
- 5月23日——中華民國大總統黎元洪罷免段祺瑞的中華民國國務總理職務，段祺瑞第一次內閣倒台。宏觀上屬於府院之爭的一部份。
- 6月8日——孙中山给美国总统威尔逊写信，反对中国对德宣战。

### 宣戰
- 7月1日——張勳復辟，失敗。7月14日中華民國大總統黎元洪引咎辭職，段祺瑞重掌中華民國國務總理。7月17日第二次段祺瑞内阁成立。7月19日段祺瑞召开国务会议，讨论对德宣战案和召集临时参议院案。
- 8月14日——中華民國宣布对德意志帝國、奥匈帝國宣战，废除中德、中奥条约，收回天津，汉口德奥租界，並援助協约國。[12]
- 9月22日——廣州國會非常會議承认对德宣战案。